# Jacek Jaguś
Jacek Jaguś (ur. 15 marca 1975 w Jeleniej Górze) – polski wokalista i gitarzysta bluesowy. Członek i współzałożyciel grupy J.J. Band, której nazwa pochodzi od jego inicjałów.
Jacek Jaguś był kilkakrotnie wybierany najlepszym polskim gitarzystą bluesowym według czytelników pism Twój Blues i Gitara i Bas. Wraz ze swoim zespołem występował na szeregu festiwali bluesowych w Polsce. Współpracował z Leszkiem Cichońskim i Philem Guyem. Prowadzi warsztaty gitarowe oraz wykłady o tematyce muzycznej.

## Dyskografia
- Good Day For The Blues (Omerta.Art, 2003)
- Searching For The Blues (Omerta.Art, 2004)
- JJ Band LIVE! on Blues Colours Festival 2006 (2008)
- J. J. Band i Przyjaciele Grają Utwory Tadeusza Nalepy (2010)

Dyskografię zespołu J.J. Band uzupełnia bootleg Feelin' Alright. JJ Band Live in Ostrzeszów oraz utwory wydane na składance Skazani na bluesa (Omerta.Art, 2002).